# Friedhofskapelle Stolpe

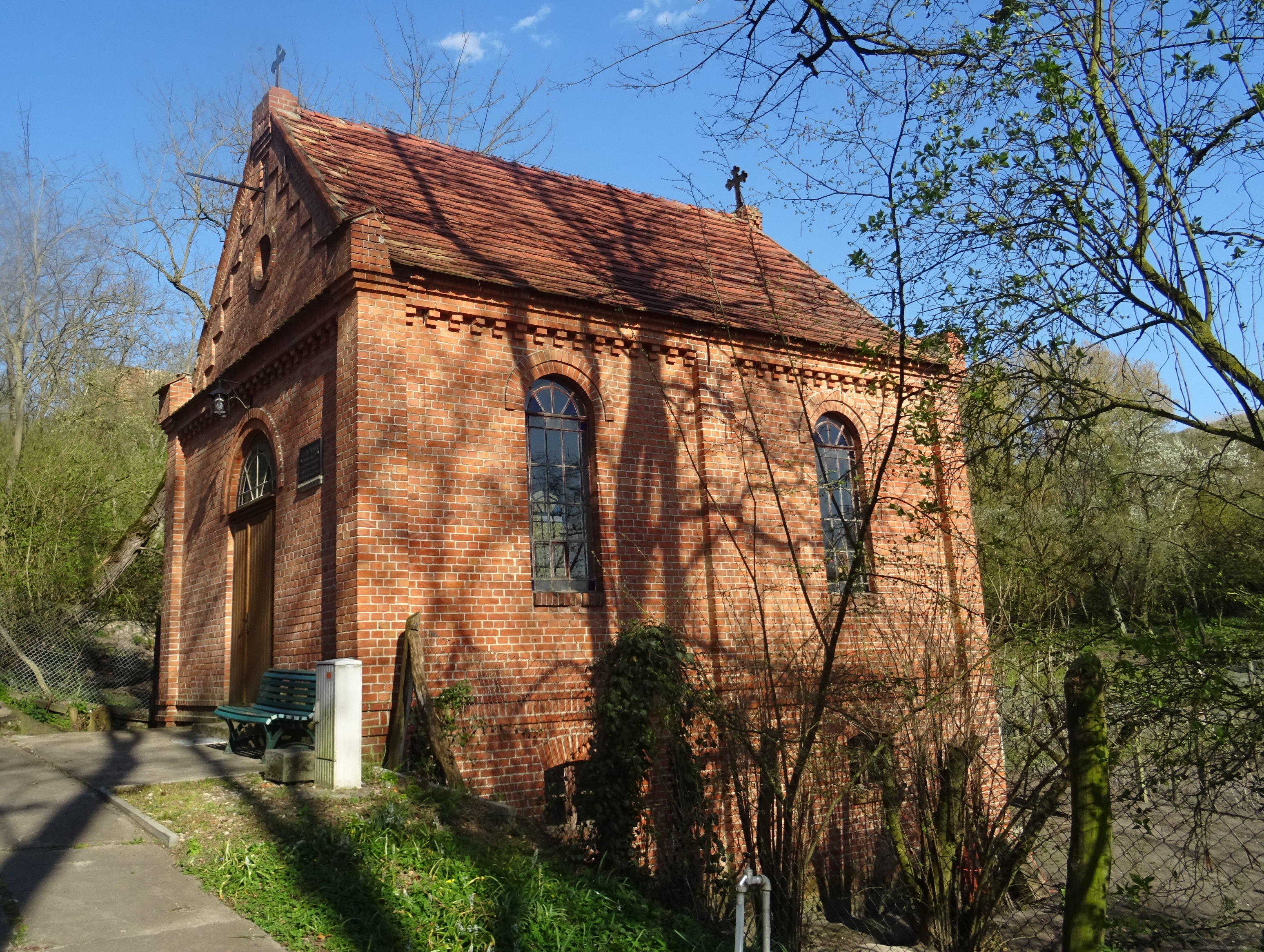
Friedhofskapelle Stolpe

Die evangelische Friedhofskapelle Stolpe ist eine Friedhofskapelle in Stolpe, einem Ortsteil der Stadt Angermünde im brandenburgischen Landkreis Uckermark. Die Kirche gehört der Kirchengemeinde Crussow im Pfarrsprengel Angermünde des Kirchenkreises Uckermark der Evangelischen Kirche Berlin-Brandenburg-schlesische Oberlausitz an. Das Gebäude steht unter Denkmalschutz.

## Lage und Baubeschreibung
Der Stolper Friedhof liegt westlich des Burgbergs auf dem Südhang des Weinbergs und wurde im Jahr 1819 auf terrassiertem Gelände errichtet, wobei die Terrassierung möglicherweise älteren Ursprungs ist. Ein Weg am südlichen Rand des Areals erschließt den Friedhof und führt zur Friedhofskapelle, die am Hang rechts des Weges steht. Die Kapelle wurde im Jahr 1934 nach der baupolizeilichen Sperrung der Stolper Kirche erbaut und von der ehemaligen Postagentin Anna Meyer finanziert, die bereits 1932 verstorben war.

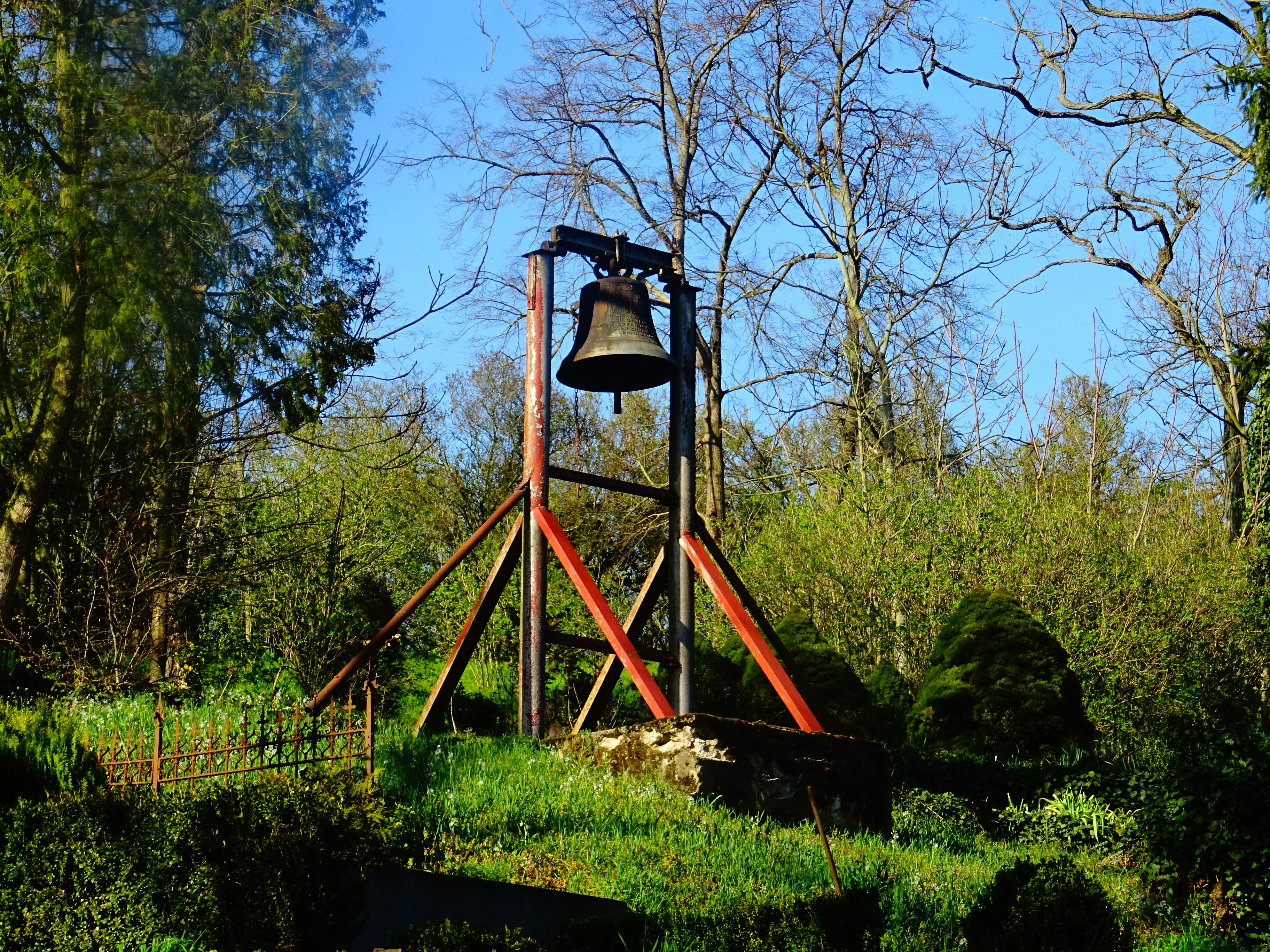
Glockenstuhl

Es handelt sich um einen kleinen Sichtziegelbau mit Satteldach, der zur Friedhofsseite eingeschossig und zur Hangseite zweigeschossig in historisierenden Formen gestaltet ist. Lisenen, getreppte Ziegelfriese, Konsolgesimse und Eckaufsätze gliedern das Bauwerk. Der Haupteingang ist als Rundbogenportal gestaltet; daneben befindet sich eine Erinnerungstafel an die Stifterin. Die Traufseiten sind durch teils farbig verglaste Rundbogenfenster zweiachsig unterteilt. Die Rückseite schließt eine abgeflachte halbrunde Apsis ab. Ein Bleiglasfenster mit der Darstellung der Auferstehung wurde 1985 von Winfried Wolk gefertigt. Am Hang gegenüber der Kapelle befindet sich ein stählerner Glockenstuhl, in dem eine Bronzeglocke aus dem Jahr 1931 von Christian Strömer aus Erfurt hängt. Die mit Inschrift versehene Glocke wurde im Jahr 1934 aus der Stolper Kirche hierher verbracht. Sie steht gesondert unter Denkmalschutz. Die Kapelle hat ortsgeschichtliche Bedeutung, da sie lange Zeit das Zentrum der Stolper Kirchengemeinde bildete, nachdem die barocke Pfarrkirche abgerissen worden war.
Zur Restaurierung und Instandhaltung hat sich der Verein Kulturkapelle Stolpe/Oder e.V. gegründet.